# À quatre heures d'été, l'espoir
À quatre heures d'été, l'espoir, également connu sous le nom de À propos de quatre heures de l'été, l'espoir ou encore À quatre heures de l'été, l'espoir, est un tableau réalisé en 1929 par le peintre surréaliste français Yves Tanguy,. Il est conservé au Musée national d'Art moderne à Paris.

## Description
De la série Chefs-d'œuvre :
« Tanguy nous présente un monde sous-marin magique et son au-delà. Au centre est suspendu un être pivot, une forme jaune-blanche d'une demi-coquille d'oiseau, chaque partie distincte mais se fondant dans l'autre, suggérant une possible métamorphose... Quand on regarde de près la composition du tableau, il semble se diviser en une netteté géographique presque artificielle. Sur le côté droit du tableau, une tige ressemblant à des créatures dérive vers le centre, qui ne se révèle qu'au deuxième coup d'œil être la forme d'une femme... Tanguy a si rarement inclus une femme dans ses tableaux que sa présence semble d'autant plus significative ».
L'auteur David Clarke a noté que la peinture est l'une des nombreuses toiles de Tanguy qui ont une ambiance sous-marine ambiguë.

## Influence
À 4 heures de l'été, Espoir a fait l'objet d'un court métrage documentaire, qui s'est déroulé comme le 190ème épisode de la série télévisée britannique 100 Great Paintings.
L'auteur Laurie Wilson a fait valoir que le titre de la sculpture Palais de Quatre Heures d'Alberto Giacometti de 1932 (qui est le plus souvent traduit par Palais à 4 heures du matin), est dérivé du titre de la peinture de Tanguy. En effet Tanguy avait influencé d'autres œuvres de Giacometti et ils étaient amis depuis le début des années 1930, lorsque Tanguy s'installa dans le même complexe d'ateliers que Giacometti.